# Fabio Morena
Fabio Morena (ur. 9 marca 1980 w Musbergu) – niemiecki piłkarz występujący na pozycji obrońcy. Zawodnik klubu SV Sandhausen.

## Kariera
Morena jako junior grał w klubach TSV Musberg, Stuttgarter Kickers oraz VfB Stuttgart, do którego trafił w 1995 roku. W 1998 roku został włączony do jego rezerw, grających w Regionalligi Süd. Spędził w nich 4 lata. W 2002 roku odszedł do hiszpańskiego Alicante z Segunda División B. Występował tam przez rok.
W 2003 roku Morena wrócił do Niemiec, gdzie został graczem zespołu FC St. Pauli z Regionalligi Nord. W 2007 roku awansował z nim do 2. Bundesligi. Zadebiutował w niej 10 sierpnia 2007 roku w przegranym 0:2 spotkaniu z 1. FC Köln. 2 marca 2008 roku w przegranym 3:4 pojedynku z Kickers Offenbach strzelił pierwszego gola w 2. Bundeslidze. W 2010 roku awansował z klubem do Bundesligi. W tych rozgrywkach pierwszy mecz zaliczył 22 września 2010 roku przeciwko Borussii Mönchengladbach (2:1). Przez wiele sezonów był kapitanem zespołu z Hamburga.
W 2012 roku podpisał kontrakt z beniaminkiem 2. Bundesligi - SV Sandhausen.